# Liste der Kulturdenkmale in Altenhof (bei Eckernförde)
In der Liste der Kulturdenkmale in Altenhof sind alle Kulturdenkmale der schleswig-holsteinischen Gemeinde Altenhof (Kreis Rendsburg-Eckernförde) und ihrer Ortsteile aufgelistet (Stand: 14. April 2025).
Die Bodendenkmale sind in der Liste der Bodendenkmale in Altenhof (bei Eckernförde) aufgeführt.

## Legende
In den Spalten befinden sich folgende Informationen:
- Objekt-ID: die Nummer des Kulturdenkmales
- Lage: die Adresse des Kulturdenkmales und die geographischen Koordinaten. Kartenansicht, um Koordinaten zu setzen. In der Kartenansicht sind Kulturdenkmale ohne Koordinaten mit einem roten Marker dargestellt und können in der Karte gesetzt werden. Kulturdenkmale ohne Bild sind mit einem blauen Marker gekennzeichnet, Kulturdenkmale mit Bild mit einem grünen Marker.
- Offizielle Bezeichnung: Bezeichnung des Kulturdenkmales
- Beschreibung: die Beschreibung des Kulturdenkmales
- Bild: ein Bild des Kulturdenkmales

## Bauliche Anlagen
| Objekt-ID     | Lage                                            | Offizielle Bezeichnung | Beschreibung | Bild            |
| ------------- | ----------------------------------------------- | ---------------------- | --- | --------------- |
| 7649 Wikidata | Fasanerie 1 (54° 26′ 14″ N, 9° 52′ 50″ O)       | ehem. Fasanerie        | Fasanerie zu Gut Altenhof; Ende 19. Jh.; eingeschossiger Putzbau auf Sockel aus Quadermauerwerk, ziegelgedecktes Vollwalmdach - Begründung: geschichtlich, Kulturlandschaft prägend - Schutzumfang: gesamtes Objekt - Denkmaltyp: Bauliche Anlage                                                          | BW              |
| 471 Wikidata  | Gut Altenhof 18–20 (54° 26′ 3″ N, 9° 52′ 24″ O) | Nördl. Kavalierhaus    | Alteintragung (Aktualisierung vorgesehen) - Begründung: geschichtlich, städtebaulich - Schutzumfang: gesamtes Äußeres - Denkmaltyp: Bauliche Anlage | Fotos hochladen |
| 469 Wikidata  | Gut Altenhof 20a (54° 26′ 4″ N, 9° 52′ 19″ O)   | Kuhhaus von 1711       | Alteintragung (Aktualisierung vorgesehen) - Begründung: Alteintragung (Aktualisierung vorgesehen) - Schutzumfang: Alteintragung (Aktualisierung vorgesehen) - Denkmaltyp: Bauliche Anlage | Fotos hochladen |
| 472 Wikidata  | Gut Altenhof 22 (54° 26′ 2″ N, 9° 52′ 24″ O)    | Südl. Kavalierhaus     | Alteintragung (Aktualisierung vorgesehen) - Begründung: geschichtlich, städtebaulich - Schutzumfang: Alteintragung (Aktualisierung vorgesehen) - Denkmaltyp: Bauliche Anlage | Fotos hochladen |
| 224 Wikidata  | Gut Altenhof 22a (54° 26′ 0″ N, 9° 52′ 21″ O)   | Kornscheune von 1863   | Alteintragung (Aktualisierung vorgesehen) - Begründung: Alteintragung (Aktualisierung vorgesehen) - Schutzumfang: Alteintragung (Aktualisierung vorgesehen) - Denkmaltyp: Bauliche Anlage | Fotos hochladen |
| 7659          | Jordanschule (54° 26′ 40″ N, 9° 53′ 2″ O)       | Schule                 | Schule des adeligen Guts Altenhof; 1839; Bauherr Eugen Reventlow; eingeschossiger, querrechteckiger Fachwerkbau mit Ziegelausfachungen über Feldsteinsockel, unter reetgedecktem Walmdach - Begründung: geschichtlich, städtebaulich - Schutzumfang: Schule - Denkmaltyp: Bauliche Anlage                  | BW              |
| 7663          | Möwenburg 1 (54° 26′ 56″ N, 9° 52′ 55″ O)       | Kate                   | Kate; 18. Jh.; eingeschossiger Fachwerkbau mit reetgedecktem Walmdach - Begründung: geschichtlich, Kulturlandschaft prägend - Schutzumfang: gesamtes Objekt - Denkmaltyp: Bauliche Anlage | BW              |
| 468 Wikidata  | Schloss 1–2 (54° 26′ 1″ N, 9° 52′ 15″ O)        | Herrenhaus             | Das jetzige Herrenhaus wurde von 1722 bis 1728 erbaut. Im Laufe der Zeit wurde das Herrenhaus mehrmals umgebaut. Alteintragung (Aktualisierung vorgesehen) - Begründung: Alteintragung (Aktualisierung vorgesehen) - Schutzumfang: Alteintragung (Aktualisierung vorgesehen) - Denkmaltyp: Bauliche Anlage | Fotos hochladen |

## Quelle
- Liste der Kulturdenkmale in Schleswig-Holstein – Kreis Rendsburg-Eckernförde

- Karte mit allen Koordinaten:
- OSM |
- WikiMap